# MechWarrior 3
MechWarrior 3 là một game đua xe bắn súng, một phần của dòng game MechWarrior. Trò chơi có bộ engine đồ họa 3D tăng tốc 3D mới tại thời điểm phát hành. Trò chơi chứa hơn 20 nhiệm vụ, với quyền tiếp cận 18 loại mech khác nhau. Một cuốn tiểu thuyết chuyển thể từ game mang tên Trial Under Fire do Loren L. Coleman chấp bút.

## Lối chơi
MechWarrior 3 thuộc thể loại mô phỏng mecha góc nhìn thứ nhất, cho phép người chơi điều khiển một Mech trong từng nhiệm vụ riêng biệt. Mech là những robot bọc thép khổng lồ và được trang bị nhiều vũ khí phóng và năng lượng khác nhau. Mech tham chiến với các mech khác cũng như các loại khí tài quân sự truyền thống như xe tăng, máy bay trực thăng và các ụ vũ khí thường xuyên. Trong quá trình chiến đấu, vũ khí và các bộ phận quan trọng của Mech có thể bị phá hủy, và thậm chí là toàn bộ tay chân của Mech dễ bị địch bắn phá tan tành.
Tùy biến Mech là một khía cạnh chính trong game. Người chơi có gần như toàn quyền kiểm soát hình thái của từng loại Mech của mình. Từ chủng loại và số lượng áo giáp được sử dụng cho đến các bộ phận bên trong khác nhau, và tất cả vũ khí và đạn dược của Mech. Trong phần chơi chiến dịch, các bộ phận bổ sung, vũ khí và đạn dược có được thông qua các màn nhiệm vụ, đồ tiếp tế bị chiếm và đoạt lấy Mech của đối phương. Cũng trong chiến dịch, người chơi điều khiển tối đa ba đồng đội, với khả năng đưa ra các mệnh lệnh cơ bản như tấn công, di chuyển và quay trở lại Căn cứ Dã chiến Di động (gọi là Mobile Field Bases, viết tắt MFBs) để sửa chữa trang bị của Mech.
Mobile Field Bases là một tính năng độc đáo chưa từng thấy trong bất kỳ bản MechWarrior nào khác. Người chơi khởi đầu game với ba MFBs, mặc dù chúng có thể bị phá hủy. MFBs song hành cùng người chơi xuyên suốt các nhiệm vụ tiến công khi được người chơi ra lệnh. Chúng mang theo tất cả đồ dùng của người chơi, điều đó có nghĩa là có giới hạn trọng lượng đối với lượng vật tư mà người chơi có thể giữ bên mình. MFBs có thể cung cấp khâu sửa chữa tại hiện trường và đồ tiếp tế với điều kiện là họ đang mang theo áo giáp và đạn dược. Vì Mech không có khiên và chỉ được bảo vệ bởi áo giáp bị hư hại trong quá trình chiến đấu, nên MFBs trở nên quan trọng trong việc cho phép người chơi hoàn thành nhiệm vụ.

## Cốt truyện
Câu chuyện mở đầu bằng một cuộc họp ngắn về Chiến dịch của Inner Sphere: Bulldog, một kế hoạch táo bạo nhằm loại bỏ gia tộc thù địch và độc ác nhất trong Inner Sphere: Clan Smoke Jaguar, dưới sự lãnh đạo của Anastasius Focht và Victor Steiner-Davion.  Chiến dịch Bulldog và Lực lượng đặc nhiệm Task Force Serpent đã hoàn thành các mục tiêu của họ, nhưng có một chiến dịch cuối cùng còn lại—đó là nhiệm vụ mà người chơi được giao—tình trạng chia rẽ của một sĩ quan cấp cao Smoke Jaguar nhằm tập hợp và khôi phục lực lượng Clan. Nhiệm vụ này (mật danh: Damocles) nhằm phá hủy căn cứ chính của Smoke Jaguar ngay trên hành tinh Tranquil, bao gồm một nhà máy mech, một trạm tàu vũ trụ, một nhà máy điện địa nhiệt, và cấu trúc điều khiển Smoke Jaguar. Nhiệm vụ này là một hoạt động biệt kích với lực lượng hạn chế, và không bao gồm việc loại bỏ kẻ thù như một mục tiêu.
Hai dropship được triển khai để phóng thích lực lượng BattleMech hòng phá hủy căn cứ địa này.  Tuy nhiên, trong khi ở trên quỹ đạo phía trên Tranquil, một dropship bị tấn công bằng hỏa lực laser của hải quân. Blackhammer bị bắn hạ và dropship còn lại là chiếc Eclipse, rút lui về an toàn. Người chơi được triển khai từ dropship, thứ bị lệch mục tiêu một chút trước khi nó bị phá hủy. Mobile Field Bases (MFB), được triển khai cùng lúc với người chơi, đáp xuống mục tiêu. Nhiệm vụ đầu tiên của người chơi là tới gặp MFBs và bảo vệ khu vực này khỏi quân địch.
Ít nhất bảy Mech được triển khai. Hai chiếc bị quân địch tiêu diệt ở gần đầu game và một chiếc về cuối game. Bản chuyển thể sang tiểu thuyết đề cập đến một chiếc thương vong bị mất do trục trặc dù. Bốn chiếc sống sót còn lại dần dần liên kết với nhau xuyên suốt game. Mười hai Mech vẫn ở trên Eclipse, nhưng chúng không thể được triển khai trực tiếp và một nỗ lực chiến đấu từ khu vực hạ cánh an toàn đã thất bại sau những tổn thất nặng nề. Bất chấp thất bại này, người chơi phải tiếp tục với các mục tiêu của mình và cuối cùng bảo vệ một tàu con thoi Clan đến được địa điểm đã định trên Eclipse ở quỹ đạo thấp.

## Bản mở rộng
MechWarrior 3: Pirate's Moon là bản mở rộng duy nhất dành cho MechWarrior 3, với cốt truyện hoàn toàn mới và 20 nhiệm vụ mới, cùng với sáu mech mới, địa hình hoàn toàn mới và một số vũ khí. Người chơi có thể chọn phần Campaign Missions hoặc Pirate Missions đều có phần cốt truyện tương ứng.
Trong phần chơi chiến dịch Campaign Missions, Lance Leader từ MechWarrior 3 hiện được đặt tên chính thức là 'Trung úy Connor Sinclair' và trở lại là nhân vật chính của các màn chơi chiến dịch. Sinclair được giao nhiệm vụ bảo vệ sự kiểm soát của Federated Suns đối với hành tinh Vale và các nguồn lực của nó chống lại New Belt Pirates do Susie Ryan lãnh đạo. Trong cuộc đối đầu, Sinclair và nhóm lancemates của mình gặp phải lực lượng cướp biển áp đảo bất ngờ và khám phá cho âm mưu tiếp theo được tiết lộ.
Trong phần chơi Pirate Missions, người chơi điều khiển 'Scourge', thuộc phe New Belt Pirate làm việc cho Susie Ryan khi các lực lượng cố gắng tấn công hệ thống phòng thủ của Federated Suns và đòi quyền kiểm soát nguồn tài nguyên trên hành tinh Vale.

## Đón nhận

### Doanh số
MechWarrior 3 đã được quảng bá rầm rộ trong lần dẫn đầu phát hành. Tại Mỹ, nó xuất hiện ở vị trí thứ 2 trên bảng xếp hạng doanh số trò chơi máy tính của PC Data cho ngày 30 tháng 5–5 tháng 6 năm 1999. Tựa game đã tăng lên vị trí đầu tiên vào tuần sau, sau đó vẫn nằm trong top 10 từ ngày 13 tháng 6–10 tháng 7. Trò chơi lần lượt xếp hạng thứ 1 và 9 cho tháng 6 và tháng 7. Doanh số của MechWarrior 3 đã tăng lên 99.000 bản tại Mỹ vào cuối tháng 7, theo PC Data. Mark Asher của CNET Gamecenter đưa tin rằng những số liệu này là "tốt nhưng chắc chắn không phải là điều Hasbro Interactive hy vọng tới." Bên cạnh sự kém hiệu quả của Starsiege và Heavy Gear II, doanh số của MechWarrior 3 đã khiến Asher suy đoán rằng "thị trường mecha không lớn như chúng ta nghĩ." MechWarrior 3 đã vắng mặt trong top 10 hàng tuần của PC Data vào tuần kết thúc vào ngày 17 tháng 7, và được xếp hạng thứ 16 cho tháng 8 trước khi thoát khỏi top 20.
Vào tháng 9 năm 2000, Asher viết rằng "bằng chứng dường như đang chồng chất rằng những game này đòi hỏi bất cứ thứ gì ngoài bàn phím và chuột để thiết lập điều khiển phải chịu ở máy tính tiền, [nhưng] giấy phép FASA vẫn mạnh như mọi khi. Hasbro Interactive dự kiến sẽ bán khoảng 200.000 bản MechWarrior 3 trong năm nay."

### Đánh giá và giải thưởng
MechWarrior 3 và bản mở rộng Pirate's Moon thu được nhiều đánh giá tích cực và giữ điểm trung bình lần lượt là 82% và 76% trên trang web tổng hợp kết quả đánh giá GameRankings. John Lee đã xem xét phiên bản PC của trò chơi cho Next Generation, đánh giá bốn trên năm sao và tuyên bố rằng "Xin lỗi, các bạn. Kích cỡ không thành vấn đề." MechWarrior 3 còn là á quân của các giải thưởng "Science Fiction Simulation of the Year" (Mô phỏng Khoa học Viễn tưởng của Năm) năm 1999 của Computer Gaming World, "Science-Fiction Simulation of the Year" của GameSpot và "Sci-Fi Simulation of the Year" của Computer Games Strategy Plus, tất cả cuối cùng đều lọt vào tay trò FreeSpace 2. Các biên tập viên của Computer Games đã viết, "Mặc dù [MechWarrior 3] rất nhẹ về số lượng nhiệm vụ, nhưng cuối cùng Zipper đã có được quy mô ngay trong một trò mô phỏng Mech." The magazine later named MechWarrior 3 as a runner-up for its 2000 "10 Best Sci-Fi Simulations" list. Năm 2000, MechWarrior 3 đã thắng Giải Origins cho Best Action Computer Game of 1999 (Game PC Hành động Hay nhất năm 1999).